# William Threlfall
William Richard Maximilian Hugo Threlfall (Dresden, 25 de junho de 1888 — Oberwolfach, 4 de abril de 1949) foi um matemático alemão.
Especialista em topologia algébrica. Em parceria com Herbert Seifert escreveu Lehrbuch der Topologie.

## Publicações
- Gruppenbilder, Abh. Math.-Phys. Kl. Sächs. Akad. Wiss. 41 (6), 1–59, 1932
- Seifert, Threlfall: Lehrbuch der Topologie, Teubner 1934
- Seifert, Threlfall: Variationsrechnung im Großen, Teubner 1938